# 活動
| ウィキペディアには「活動」という見出しの百科事典記事はありません（タイトルに「活動」を含むページの一覧/「活動」で始まるページの一覧）。 代わりにウィクショナリーのページ「活動」が役に立つかもしれません。 |